# Staustufe Poppenweiler
Die Staustufe Poppenweiler ist eine Flussstaustufe und besteht in Fließrichtung des Neckars aus einer Doppelschleuse am linken Ufer, einem Wasserkraftwerk am rechten Ufer und einem dreifeldrigen Wehr in der Mitte. Diese Bauweise ist typisch für die 1950er Jahre. Die Staustufe befindet sich zwischen den Ludwigsburger Stadtteilen  Poppenweiler und Neckarweihingen.

## Technik

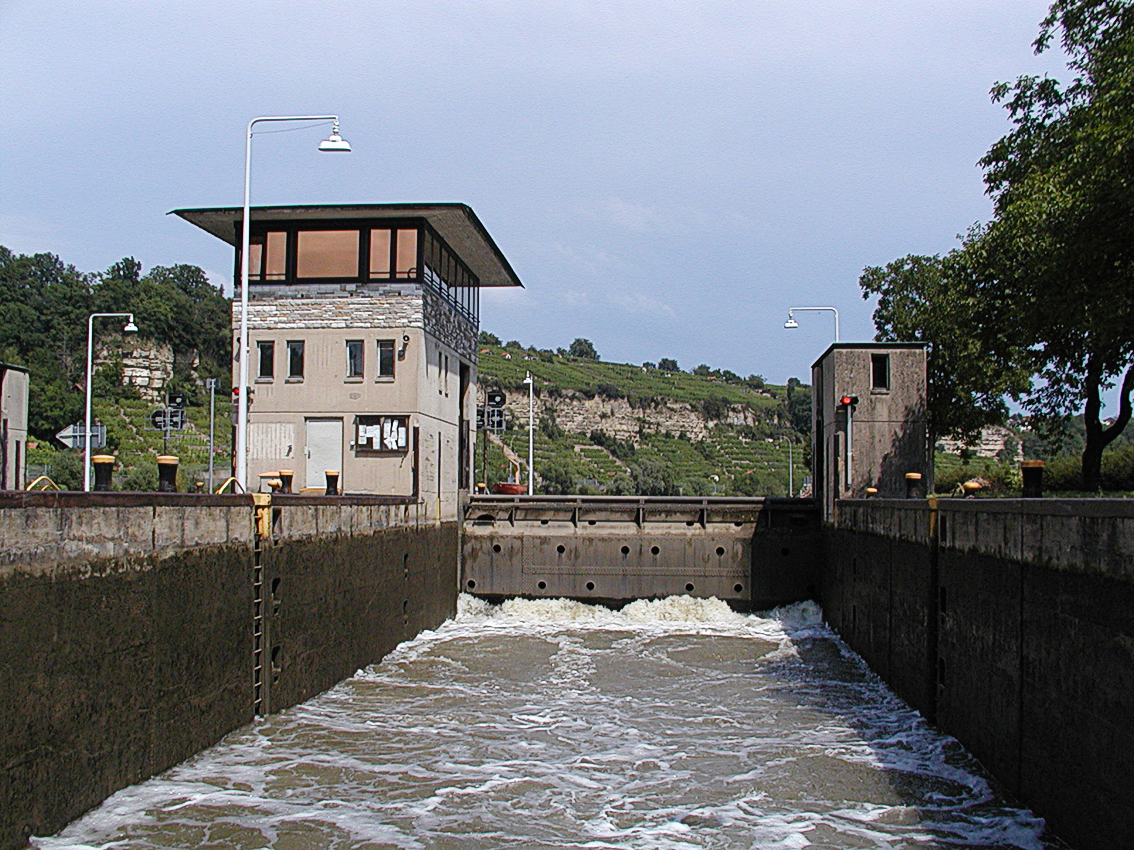
Schleuse der Staustufe

Die Drempeltiefe der Schleusen beträgt 3,20 Meter. Das neckaraufwärts gelegene Tor der Schleusenkammer ist ein Hubtor und kann zum Füllen der Kammer zirka einen Meter angehoben werden. Das flussabwärts gelegene Tor ist ein Klapptor und kann umgelegt werden. Es hat Gegengewichte an Seilen und wird hydraulisch angehoben.

## Lage
Die Staustufe Poppenweiler ist vom Rhein aus gesehen die 19. Anlage.

## Bootsschleppe
Auf der linken Seite steht eine Bootsschleppe zur Verfügung, die ca. 470 m lang ist.